# Salvador Carvia Caravaca
Salvador Carvia Caravaca (Valencia, 1871 – 1946) fue un almirante y militar español. Ministro de Marina en 1930.

## Biografía
En 1887, con 16 años, ingresó como aspirante en la Escuela Naval Militar. En 1889  acabó los estudios y en 1894 destacó con el barco Reina Regente luchando contra los marroquíes del Rif. Después fue destinado al mando del Reina Cristina, con el que luchó en la guerra de Cuba.
En junio de 1917 fue nombrado jefe de la secretaría particular y política de Manuel de Flórez Carrió, entonces ministro de Marina. En 1922 fue destinado al buque Marqués de la Victoria y se destacó en la guerra del Rif, cosa que le valió que en 1928 fuera ascendido a contralmirante. Cuando el general Dámaso Berenguer formó gobierno el 30 de enero de 1930 lo nombró ministro de Marina, cargo que ocupó hasta febrero de 1931. En 1925 fue nombrado director de la Escuela de Guerra Naval con Enrique Pérez Fernández-Chao, los dos comisionados para cursar los estudios preparatorios y elevar la propuesta para su creación.

## Obras
- La defensa de las costas (1899)